# Аламейн (родовище)
Аламейн (родовище) – нафтове родовище на північному заході Єгипту. Належить до басейну Дахаб-Мірейр (також знаний як Аламейн).

## Поклади та запаси
Аламейн виявили у 1966 році унаслідок спорудження розвідувальної свердловини Alamein-1X, яка при тестуванні отримала з глибини у 2,5 км приплив нафти в обсязі 8660 барелів на добу, що стало першим випадком відкриття родовища вуглеводнів у Західній пустелі Єгипту. Родовище лежить у центральній частині великої антиклинальної структури Мерейр-Аламейн (Mereir-Alameine Ridge), яка витягнулась з північного сходу на південний захід на кілька десятків кілометрів.
Основні запаси виявились пов’язаними із доломітовою формацією Аламейн, яка належить до аптського ярусу ранньої крейди. Окрім неї, поклади вуглеводнів виявили у тонких пластах, що належать до інших стратиграфічних підрозділів, як то доломітовий горизонт G формації Абу-Роаш та пісковики формації Бахарія (обидві належать до пізньої крейди та виникли у сеноманському віці).
В 2010 році під старим родовищем виявили поклади вуглеводнів у пісковиковому горизонті 3A ранньокрейдової формації Алам-Ель-Буейб (баремський ярус). Втім, це відкриття офіційно рахується як нове родовище Алам-Ель-Буейб 3С.
Існує оцінка первісних видобувних запасів родовища Аламейн на рівні 75 млн барелів.  Станом на 2005 рік залишкові видобувні запаси Аламейн та розташованого неподалік родовища-сателіта Йідма (Yidma) оцінювались у 13 млн барелів. 

## Родовища-сателіти
Ще у 1972 році за 6 км на південний захід від Аламейн виявили значно менше родовище Йідіма, яке містило вуглеводні у тих саме доломітах аптського ярусу. Далі протягом кількох десятиліть нових відкриттів в околицях Аламейн не відбувалось, допоки у другій половині 2000-х нові інвестори не розпочали ще одну розвідувальну кампанію, важливими цілями якої були відклади, що залягають глибше від відомих продуктивних горизонтів. 
В 2008 році за 4 км на схід від Аламейн виявили родовище Зайн. Розвідувальна свердловина Zain-1X досягнула глибини у 5180 метрів (на той час другий показник у всій Західній пустелі та перший для басейну Аламейн) і віднайшла вуглеводні у горизонті Нижня Сафа середньоюрської формації Хататба. На тестуванні звідси отримали приплив у понад 4600 барелів нафти та 0,2 млн м3 газу на добу. Того ж року Зайн ввели в розробку із добовим видобутком у 200 барелів, у 2009-му цей показник зріс до 800 барелів, проте далі почав стрімко падати і до 2012-го знизився до 100 барелів на добу.
Як вже зазначалось вище, у 2010-му відкрили родовище Алам-Ель-Буейб 3С із покладами у нижній крейді. Розвідувальна свердловина Alexander-1 (AEB 3C-1X) досягнула глибини у 4206 метрів та дала на тестуванні приплив у 1100 барелів нафти на добу. До кінця наступного десятиліття на цьому родовищі спорудили ще 8 оціночних та видобувних свердловин.
Того ж 2010 року розвідувальна свердловина NE Alamein-1X виявила за два кілометра на схід від Зайн родовище Північно-Східний Аламейн. Вона була неглибокою – лише 2225 метрів та підтвердила наявність вуглеводнів у формаціях Абу-Роаш і Бахарія. В подальшому тут спорудили оціночну свердловину NE Alamein-2X, а у 2015-му випробували технологію горизонтального буріння. В останньому випадку свердловина NE Alamein-15H мала довжину у 2470 метрів, з яких 335 метрів припадало на горизонтальну секцію у горизонті Абу-Роаш G, та показала дебіт у 500 барелів на добу.
В 2017-му виявили родовище Південно-Східний Аламейн, при цьому розвідувальна свердловина SE Alamein-1X виявила вуглеводні у тих же горизонах, що й на Північно-Східному Аламейні.
А от розвідувальна свердловина AL-45X дала на тестуванні припилив у 850 барелів нафти на добу з пісковиків формації Дахаб (аптський ярус, також може розглядатись як верхня частина формації Аламейн).

## Розробка родовища
Видобуток на Аламейн почався у 1968 році із рівня у 20 тисяч барелів на добу та невдовзі досягнув піку із показником у 40 тисяч барелів. Втім, вже станом на 1976-й родовище видавало лише 9 тисяч барелів на добу.
Більш ніж два десятиліття велась розробка лише головного доломітового резервуару, проте в 1993-му узялись за видобуток із розташованих вище тонких пластів інших формацій. Втім, це не могло суттєво змінити ситуацію і в 1995-му сукупний видобуток на родовищах Аламейн, Йідма та Умбарака (відкрите у сусідньому басейні Шушан тією ж компанією, яка виявила Аламейн) становив 6 тисяч барелів на добу. В наступні кілька років цей показник продовжував падати і становив 5 тисяч барелів у 1998-му і лише 2 тисячі барелів у 2001-му, причому є дані, що в тому ж 2001-му на Умбарака припадало 1100 барелів на добу.
Інвестиції у видобуток (наприклад, в 2004 році для ущільнення сітки розбурювання спорудили щонайменше три свердловини із освоєнням покладів Бахарії) давали певний ефект, так, в 2006-му Аламейн та Йідма мали добовий видобуток на рівні 2800 барелів. Втім, станом на 2010 рік цей показник зменшився до 1300 барелів.
Станом на весну 2014 року проведення розвідки із наступним розвитком родовищ-сателітів дозволив знову досягнути добового показника видобутку на блоці Аламейн у 4,5 тисячі барелів.

## Інфраструктура родовища
Для вивозу продукції родовища у напрямку Середземного моря проклали нафтопровід завдовжки 40 км та діаметром 400 мм, а на узбережжі спорудили експортний термінал Ель-Хамра, який надалі став вузловим інфраструктурним об’єктом для більшості басейнів Західної пустелі.
Створена для Аламейн інфраструктура вже невдовзі почала обслуговувати інші родовища басейну. Зокрема, це стосувалось родовища-сателіта Йідма, яке в 1976-му мало видобуток на рівні 5 тисяч барелів на добу. Того ж десятиліття до Аламейн під’єднали перемичкою розташоване за два з половиною десятки кілометрів на південний захід родовище Раззак, що в 1976-му видавало 14 тисяч барелів на добу (і планувалось суттєво збільшити цей обсяг).
Втім, набагато більше значення мало під’єднання до Аламейну нафтопроводу від родовища Абу-Ель-Гарадік, по якому вже кілька десятиріч відбувається вивіз продукції із розташованого далі від узбережжя басейну Абу-Ель-Гарадік.

## Учасники проєкту
Аламейн виявили в межах угоди про розподіл витрат – cost sharing agreement, укладеної з іноземним інвестором Phillips Petroleum. Відповідно до неї в 1967 році після визнання відкриття комерційним створили компанію-оператора Western Desert Petroleum Company (WEPCO), яка мала провадити роботи із розробки. Акціонерами WEPCO стали на паритетних засадах інвестор та державна Egytian General Petroleum Corporation (EGPC), які відповідним чином ділили витрати. 
В 1972-му Phillips Petroleum поступився 30% від своєї частки (та, відповідно, 15% у WEPCO) на користь іспанської La Sociedad Hispánica de Petróleos (Hispanoil), що з 1987-го стала частиною корпорації Repsol. 
У 1993-му 100% частки інвестора придбала американська компанія Independent IPR Energy Group (IPR), при цьому певний час роботи продовжувались через WEPCO. Остання одночасно опікувалась блоком Умбарака, який того ж 1993-го викупила у Phillips Petroleum в повне володіння компанія Repsol, а також вела розробку від імені єгипетської держави групи офорних газових родовищ Абу-Кір. Станом на 2005-й блок Аламейн був єдиним в Єгипті, для якого діяла угода типу cost sharing agreement. Цього року її замінили на угоду про розподіл продукції – production sharing agreement, відмінністю якої є те, що 100% витрат несе інвестор. При цьому обов’язки компанії-оператора для блоку Аламейн перебрала у WEPCO новостворена El Hamra Oil Company.
У 2006-му 35% частки інвестора придбала у IPR японська коропорація Sojitz. Втім, в 2020 році IPR провела зворотний викуп та знову стала інвестором із 100% участю.